# Forse sono io
Forse sono io è una webserie italiana diretta e interpretata da Vincenzo Alfieri, trasmessa sul sito ufficiale www.forsesonoio.it l'11 aprile 2013, poi andata in onda su MTV Italia dal luglio dello stesso anno. È stata girata in digitale e interamente a Roma.

## Trama
Michele Miele, detto Mike, è un giovane attore di scarso successo, che si barcamena tra un provino e l'altro, in cerca della sua grande occasione. Nonostante cerchi disperatamente di innamorarsi, l'essere stato maledetto da una bambina di cinque anni quando era più piccolo, non lo aiuta di certo. Infatti Mike non solo non si innamora, ma è destinato ad incontrare donne completamente pazze. I suoi tre migliori amici, Andrea Tony e Ginevra, sono esausti di sentire le continue lamentele del loro migliore amico, così decidono di vendicarsi ricorrendo all'aiuto di un eccentrico produttore col quale troveranno un modo, per guadagnare sulla situazione disperata del povero Mike Miele.

## Interpreti
Vincenzo Alfieri è Mike, giovane attore disoccupato, innamorato dell'amore e con uno spasmodico desiderio di diventare un attore famoso.
Giulio Pampiglione è Andrea, miglior amico di Mike, lavora come commesso in un supermercato, le sue uniche passioni sono la sua fidanzata Ginevra e il sesso.
Marco Cassini è Tony , eccentrico amico nerd/omosessuale di Mike. Lavora in un negozio di fumetti e vive la sua vita in modo eccentrico e sopra le righe.
Valentina Izumì è Ginevra, storica fidanzata gelosa e possessiva di Andrea. In apparenza stupida, si rivelerà essere la mente di tutta un'organizzazione atta a lucrare sulla situazione sentimentale di Mike.
Marco Gandolfi Vannini è il Produttore, eccentrico uomo d'affari con il gusto per le armi e la violenza. Ha un solo scopo nella vita, guadagnare e lo farà a spese di Mike.
Elena Cucci è Flavia, giovane fotografa, sognatrice e carismatica, che riuscirà a far perdere la testa a Mike.

## Riconoscimenti
2013 Roma Web Fest - Miglior Attore Protagonista
2014 Roma Web Awards - MIglior Attore Protagonista, MIglior Produzione, Miglior Montaggio